# Műkorcsolya a 2015. évi téli európai ifjúsági olimpiai fesztiválon
A 2015. évi téli európai ifjúsági olimpiai fesztivál műkorcsolya versenyszámait Ausztria Dornbirn településén rendezték, január 26. és 28-a között.

## Összesített éremtáblázat
| A 2015. évi téli európai ifjúsági olimpiai fesztivál összesített éremtáblázata műkorcsolyában | A 2015. évi téli európai ifjúsági olimpiai fesztivál összesített éremtáblázata műkorcsolyában | A 2015. évi téli európai ifjúsági olimpiai fesztivál összesített éremtáblázata műkorcsolyában | A 2015. évi téli európai ifjúsági olimpiai fesztivál összesített éremtáblázata műkorcsolyában | A 2015. évi téli európai ifjúsági olimpiai fesztivál összesített éremtáblázata műkorcsolyában | Olimpia  |
| --------------------------------------------------------------------------------------------- | --------------------------------------------------------------------------------------------- | --------------------------------------------------------------------------------------------- | --------------------------------------------------------------------------------------------- | --------------------------------------------------------------------------------------------- | -------- |
|                                                                                               | Ország                                                                                        | Arany                                                                                         | Ezüst                                                                                         | Bronz                                                                                         | Összesen |
| 1.                                                                                            | Oroszország                                                                                   | 1                                                                                             | 0                                                                                             | 1                                                                                             | 2        |
| 2.                                                                                            | Ukrajna                                                                                       | 1                                                                                             | 0                                                                                             | 0                                                                                             | 1        |
| 3.                                                                                            | Lettország                                                                                    | 0                                                                                             | 1                                                                                             | 0                                                                                             | 1        |
|                                                                                               | Németország                                                                                   | 0                                                                                             | 1                                                                                             | 0                                                                                             | 1        |
| 5.                                                                                            | Franciaország                                                                                 | 0                                                                                             | 0                                                                                             | 1                                                                                             | 1        |
|                                                                                               |                                                                                               |                                                                                               |                                                                                               |                                                                                               |          |
| Összesen                                                                                      | Összesen                                                                                      | 2                                                                                             | 2                                                                                             | 2                                                                                             | 6        |

## Eredmények

### Férfi
| A 2015. évi téli európai ifjúsági olimpiai fesztivál érmesei férfi műkorcsolyában |                     |        |                             |        |                          |        |
| Versenyszám                                                                       | Arany               | Arany  | Ezüst                       | Ezüst  | Bronz                    | Bronz  |
| Férfi                                                                             | Ukrajna Ivan Pavlov | 200.15 | Lettország Deniss Vasiļjevs | 197.72 | Oroszország Dmitri Aliev | 184.48 |

### Női
| A 2015. évi téli európai ifjúsági olimpiai fesztivál érmesei női műkorcsolyában |                                |        |                                 |        |                         |        |
| Versenyszám                                                                     | Arany                          | Arany  | Ezüst                           | Ezüst  | Bronz                   | Bronz  |
| Női                                                                             | Oroszország Alexandra Proklova | 152.86 | Németország Lea Johanna Dastich | 142.24 | Franciaország Léa Serna | 131.20 |